# Salum
Salum är en by i Ullångers socken i Kramfors kommun, Västernorrlands län. Korsbyggnaden i Salum är ett av Västernorrlands byggnadsminnen.